# Gobierno de Salvación Sirio
El Gobierno de Salvación Sirio (GSS) en árabe: حكومة الإنقاذ السورية‎, romanizado: Ḥukūmat al-ʾInqādh al-Sūriyya fue un cuasi-estado de facto no reconocido en Siria formado en noviembre de 2017 por Hayat Tahrir al-Sham (HTS) y otros grupos de oposición sirios durante la guerra civil siria. Controlaba gran parte del noroeste de Siria y tenía una población estimada de más de 4.000.000 en 2023. Su capital de facto era Idlib.
Después de la caída de Damasco en diciembre de 2024, el último primer ministro de la Siria baazista, Mohammad Ghazi al-Jalali, transfirió el poder en Siria al primer ministro del GSS Mohamed al-Bashir, y todos los ministros del Gobierno de Salvación Sirio fueron transferidos a los mismos puestos en el nuevo Gobierno de transición de Siria.
El GSS fue gobernado de manera autoritaria como un Estado islámico tecnocrático con dos poderes: el Consejo General de la Shura legislativa, encabezado por un presidente, y el poder ejecutivo, encabezado por un primer ministro.
Aunque el HTS declaró su independencia del GSS, este era considerado ampliamente como su administración civil, aunque mantenía un grado de autonomía operativa respecto del grupo. Se ha descrito como el proyecto de construcción del Estado del líder del HTS, Ahmed al-Charaa.

## Antecedentes
Antes de la formación del GSS en 2017, la Gobernación de Idlib estaba gobernada por un mosaico de grupos armados de oposición, consejos locales gestionados cooperativamente y organizaciones independientes nominalmente bajo la autoridad del Gobierno interino sirio de la oposición.   A medida que las ofensivas del gobierno sirio invadían el territorio, se emprendieron cada vez más iniciativas civiles para crear un órgano de gobierno unificado, pero fracasaron debido a la falta de confianza y a las diferencias de opinión entre las partes interesadas. 
HTS y sus organizaciones predecesoras, la fracción de Al Qaeda, el Frente Al-Nusra y Jabhat Fatah al-Sham, han mantenido durante mucho tiempo una presencia en Idlib. El Frente Al-Nusra no estaba particularmente interesado en los detalles de la gobernanza y dejaba que los consejos locales se gobernaran a sí mismos.  Sin embargo, en 2013, Ahmed al-Sharaa (Abu Mohammed al-Julani) —entonces emir de Al-Nusra— expresó su creencia de que el apoyo popular necesario para establecer un emirato islámico sólo podría obtenerse mediante la provisión de bienes y servicios públicos, sentando las bases teóricas para una mayor participación en el gobierno. 
Inicialmente, HTS compartió sus responsabilidades de gobierno con otros grupos armados, pero esto se volvió cada vez más unilateral a medida que Al-Sharaa buscaba imponer la hegemonía de su grupo sobre la provincia.  HTS participó en la lucha contra grupos armados rivales en la región, como Ahrar al-Sham, el Ejército Nacional Sirio y la filial local del Estado Islámico, Liwa al-Aqsa . Durante las importantes ofensivas de enero-marzo de 2017 y julio de 2017, el HTS expulsó o subyugó a estos grupos, lo que le permitió seguir siendo la potencia militar preeminente en la provincia. 

## Historia
La Conferencia General Siria, celebrada en Idlib en septiembre de 2017, fue una continuación de la Iniciativa de Administración Civil en las zonas controladas por la oposición, celebrada a finales de agosto de 2017 en Idlib .  Al concluir su labor el 11 de septiembre de 2017, la Conferencia formó un órgano constituyente denominado Consejo General de la Shura, encabezado por el presidente Bassam al-Sahyouni, y nombró un primer ministro. El Gobierno Interino Sirio y las Fuerzas Democráticas Sirias en Qamishli y Afrin rechazaron los resultados de la conferencia.  Los participantes de la conferencia coincidieron en que “ la ley islámica es la única fuente de legislación”, “la necesidad de preservar la identidad del pueblo musulmán sirio”, “el derrocamiento del régimen ilegal con todos sus símbolos y pilares y su rendición de cuentas por los crímenes cometidos, así como la liberación del territorio sirio de todas las fuerzas de ocupación, la ampliación de la seguridad y la difusión de la justicia en las zonas liberadas”. 
La medida fue vista como parte de un intento de HTS de imponer su control en la región.  La asistencia de Riad al-Asaad a la conferencia fue controvertida. Riad al-Asaad dijo que "HTS había declarado previamente que se disolvería, lo cual es una demanda externa e interna", y que HTS "no asistió a la conferencia y tampoco nos comunicamos con ellos después de que terminó".  Sin embargo, la Sala de Operaciones de Hawar Kilis, parte del Ejército Nacional Sirio, condenó a Riad al-Asaad y lo acusó de conspirar con al-Qaeda. 
A principios de noviembre de 2017, la Conferencia General formó el GSS.  Luego siguieron semanas de conflicto entre el nuevo gobierno y el Gobierno interino sirio (SIG), con informes de que HTS disolvió unilateralmente varios consejos locales apoyados por el SIG en el noroeste de Siria.  Inicialmente, Mohammed al-Sheikh fue designado primer ministro, mientras que Riad al-Asaad sirvió como vice primer ministro para asuntos militares junto con otros once ministros.  Al-Sheikh anunció la formación de cuatro comisiones: Autoridad de Inspección, Asuntos de Prisioneros y Personas Desaparecidas, Autoridad de Planificación y Estadísticas, y la Comisión de Sindicatos.[cita requerida]

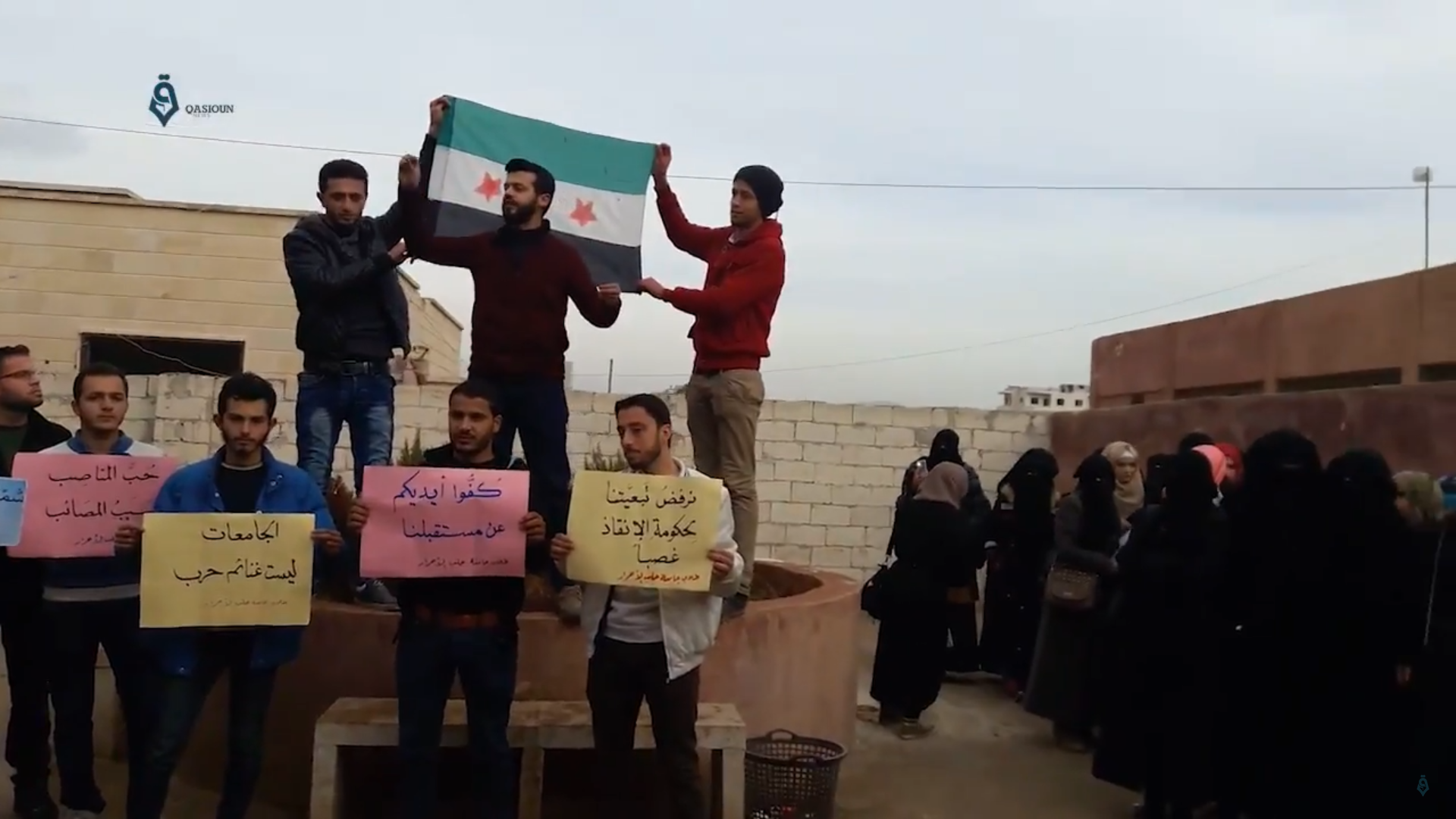
Estudiantes de la Universidad Libre de Alepo en Al Dana protestan contra el cierre de varias facultades por parte del Gobierno de Salvación Sirio

El 12 de diciembre de 2017, el GSS emitió una advertencia en la que exigía al SIG que evacuara sus oficinas de las zonas controladas por la oposición en 72 horas.   Hubo informes de que algunos consejos locales dirigidos por el SIG ya habían sido cerrados y reemplazados por alternativas leales al GSS, pero otros dijeron que no abandonarían sus oficinas.  El 6 de enero de 2018, el GSS tomó el control de la Universidad Libre de Alepo dirigida por el SIG y cerró varias facultades en al-Dana y Sarmada, al norte de Idlib, donde estudiaban casi 4.000 estudiantes. Esto provocó protestas de estudiantes y profesores de la universidad contra el grupo.  
El 15 de agosto de 2018, el órgano fundador del GSS aceptó la renuncia de Mohammed al-Sheikh después del secuestro de un destacado director de salud. Aunque el director fue rescatado por 100.000 dólares, al-Sheikh había prometido dimitir si el Ministerio del Interior no lograba detener a los captores en 24 horas.  El 18 de agosto de 2018, el Órgano Fundador encargó a Fawaz Hilal formar un nuevo gobierno con el vice primer ministro, Mohammed Jamal Shahoud, al frente interinamente. 
La Asamblea Redactora de la Constitución del GSS nombró a Fawaz Hilal como primer ministro, junto con nueve ministros del gabinete, el 10 de diciembre de 2018. Hilal y gran parte de su gabinete mantuvieron estrechos vínculos con HTS.   Durante su mandato, el Ministerio de Economía se fusionó con el Ministerio de Agricultura y el Ministerio de Vivienda y Reconstrucción se fusionó con el Ministerio de Administración Local y Servicios.  Durante una ofensiva gubernamental en Idlib en mayo de 2019, Hilal pidió a Turquía que apoyara a la oposición. 
Los aumentos de impuestos, el aumento de los precios de las materias primas y las acusaciones de que el GSS estaba estableciendo monopolios sobre bienes clave como el combustible llevaron a protestas entre octubre y noviembre de 2019, con manifestantes coreando consignas contra el GSS y Ahmed al-Sharaa.   Después de que los residentes de Kafr Takharim se negaron a pagar un nuevo impuesto sobre el aceite de oliva y expulsaron a los funcionarios del GSS, HTS sitió y bombardeó la ciudad, matando a 5 personas  Hilal y su gabinete dimitieron poco después, lo que llevó al Consejo de la Shura a pedir a Ali Keda, viceministro del Interior para Asuntos Administrativos y Relaciones Públicas, que formara un nuevo gobierno.  El 18 de noviembre de 2019, Keda fue elegido primer ministro por el consejo, obteniendo el 65% de los votos.  Sin embargo, algunos activistas dijeron que la reestructuración consistía simplemente en "cambiar caras". 
El 23 de marzo de 2020, el GSS creó un comité de emergencia para coordinar su respuesta a la pandemia de COVID-19 en Siria . Las medidas adoptadas por el GSS para prevenir la propagación del COVID-19 incluyeron la suspensión de las oraciones del viernes, el cierre de escuelas y mercados y la apertura de centros de cuarentena en Jisr al-Shughur, Sarmada y Kafr Karmin. Sin embargo, estos esfuerzos se vieron socavados por los miembros de línea dura de HTS y la rama siria de Al Qaeda, Hurras al-Din, que continuaron rezando y celebrando sermones en mezquitas sin distanciamiento social . El GSS contaba con recursos limitados para hacer frente a un gran brote de COVID-19, con solo 107 respiradores y 243 camas de unidad de cuidados intensivos a su disposición. 
El 7 de abril de 2020, Bassam al-Sahyouni, presidente del Consejo General de la Shura, dimitió.  Fuentes dijeron a Enab Baladi que su renuncia fue en respuesta a los intentos de HTS de interferir en las actividades del consejo. El 24 de abril de 2020, el Consejo eligió a Mustafa al-Mousa, un farmacéutico que anteriormente dirigía su comité de salud, como su sucesor. 
En mayo de 2020, la rápida depreciación de la libra siria provocada por la Ley de Protección Civil de Siria del gobierno de Estados Unidos impulsó al GSS a reemplazarla por la lira turca en sus territorios administrados. 
El 1 de diciembre de 2020, Ali Keda fue reelegido como primer ministro para otro mandato por el Consejo General de la Shura, recibiendo el 81% de los votos. El nombramiento fue criticado por los activistas de la oposición, que lo compararon con las elecciones en territorios controlados por el régimen baazista .  En mayo de 2023, Rojava y el GSS anunciaron propuestas separadas para acoger a millones de refugiados sirios varados en los países vecinos, tras la readmisión del gobierno de Assad por parte de la Liga Árabe . 
En su discurso durante las celebraciones del Eid al-Adha en julio de 2022, Ahmed al-Sharaa describió al GSS como "una etapa importante en la historia de la revolución siria . Es una transición de la situación caótica en la que se encontraban las áreas liberadas hacia la organización". 
Después de conversaciones diplomáticas formales en julio de 2023, el GSS concluyó un acuerdo con AANES para comenzar a comercializar suministros de combustible entre Rojava e Idlib. Las reuniones se llevaron a cabo en medio de crecientes tensiones entre Turquía y las SDF, y de la intención de las SDF de desplegar el HTS como control de la creciente influencia turca en el norte de Siria . Por su parte, el GSS propuso esfuerzos antiterroristas conjuntos con las SDF. Las conversaciones también incluyeron negociaciones sobre acuerdos políticos, como las perspectivas de una administración civil conjunta del GSS y Rojava en caso de una posible expulsión de las fuerzas del SNA del norte de Siria. 
En julio de 2023, el GSS lanzó “Syria Phone”, la primera empresa de servicios de comunicaciones e Internet en Idlib. La empresa estatal anunció que ofrecerá "llamadas celulares, SMS, 4G y videollamadas". 
El 13 de enero de 2024, el Consejo de la Shura eligió al ministro de Desarrollo y Asuntos Humanitarios Mohammed al-Bashir como primer ministro, sucediendo a Ali Keda.  Su plataforma electoral se centró en el gobierno electrónico y la automatización gubernamental. 
En marzo de 2024, el Ministerio del Interior dijo que formaría un "tribunal de seguridad" de tres jueces para las familias de los detenidos tras las manifestaciones en Idlib debido a la muerte de personal militar en prisión y el descontento por la influencia de HTS. El Ministerio del Interior también anunció una amnistía para los detenidos "bajo ciertas condiciones y excepciones" y estableció una "Administración General de Seguridad" bajo su competencia. 
En noviembre de 2024, los grupos rebeldes liderados por HTS lanzaron las ofensivas de la oposición siria, capturando la ciudad de Alepo y poniéndola bajo el control del GSS. El GSS reactivó su comité interministerial de respuesta a emergencias para coordinar su expansión a los nuevos territorios. El comité preparó tiendas de campaña para los nuevos desplazados internos por los bombardeos, coordinó el traslado de 100.000 hogazas de pan desde las panaderías de Idlib a la ciudad de Alepo y envió equipos de retirada de escombros y limpieza de calles.  Para el 3 de diciembre, el GSS había abierto varias instituciones gubernamentales en la ciudad de Alepo, comenzó la recolección de basura y reinició los servicios de agua y electricidad,  también había reanudado las tareas de control de tráfico y según Reuters, "la cobertura de Internet ha mejorado a medida que una red de telecomunicaciones vinculada a los rebeldes (Syria Phone) ha ampliado su alcance". Aunque la libra siria ha seguido devaluándose desde 15.000 a ~22.000 por dólar estadounidense.  El emir del HTS al-Julani dijo que las funciones de gobierno se transferirían a un "organismo de transición" en la ciudad en lugar del Gobierno de Salvación y que retiraría a los combatientes. Dareen Khalifa, del International Crisis Group, contratado por Ahmed al-Sharaa, dijo que esto era para evitar restricciones a la ayuda internacional que llega a la ciudad debido a la designación terrorista de HTS. 
Durante la ofensiva, los drones lanzaron panfletos del GSS sobre posiciones gubernamentales que exhortaban a las tropas a desertar o desertar y contenían datos de contacto del "Centro de Seguridad y Deserción" del GSS.  El GSS ofreció amnistía a todas las fuerzas gubernamentales que se rindieron y permanecieron en Alepo después de su captura. 
Tras el derrocamiento del régimen de Assad y el establecimiento de un nuevo gobierno de transición a nivel nacional, los ministros en funciones del GSS asumieron cargos en el nuevo gobierno de transición. 

## Gobierno y política
Se ha descrito al GSS como tecnocrático y de naturaleza “no ideológica”.  Muchos de sus puestos están ocupados por miembros de la élite urbana educada que intentan recuperar influencia tras el fin del gobierno directo de los grupos armados de oposición, en particular empresarios y activistas revolucionarios conservadores. 

### Legislatura
El Consejo General de la Shura es el órgano legislativo del GSS. Es responsable de elegir al primer ministro y aprobar los nombramientos ministeriales, redactar leyes y presentarlas para su implementación al poder ejecutivo, y ratificar los planes del ejecutivo.  El consejo está encargado de formar comités especializados que supervisen y examinen el trabajo del ejecutivo.  
El consejo está compuesto por representantes de los diversos "segmentos" de la sociedad;  cada uno elige 15 miembros para el consejo. Estos segmentos incluyen sindicatos, tribus, personas desplazadas internamente y residentes locales.  Los candidatos para las elecciones del Consejo son preseleccionados y a las mujeres no se les permite votar.  En abril de 2024, el consejo anunció la selección de un Comité Electoral Superior de ocho miembros [b] para determinar un nuevo proceso electoral y delinear distritos electorales para futuras elecciones.   Según se informa, el comité está considerando dar representación a las mujeres, los consejos locales, las minorías y los militares. 

### Ejecutivo
El primer ministro es elegido por el Consejo de la Shura. Los candidatos a primer ministro son nominados por los miembros del consejo; un mínimo de 10 miembros debe apoyar una nominación para que avance a la etapa de votación. En caso de que sólo un candidato pase a la etapa de votación, deberá obtener dos tercios de los votos del Concejo para ser elegido; de lo contrario, gana el candidato con más votos.  Una vez elegido, el primer ministro debe presentar su gabinete al consejo para su aprobación dentro de 30 días. Los primeros ministros son elegidos por un período de un año: el primer período es un "año de prueba", después del cual el Consejo puede elegirlos para un segundo y tercer período. 
Los candidatos a primer ministro deben ser sirios, poseer un título universitario, estar casado con una mujer siria, no haber sido condenado por ningún delito, tener una "buena reputación" y poseer una "historia revolucionaria".  Las mujeres ocupan pocos cargos en el gobierno del GSS, y están confinadas a la Oficina de la Mujer. En julio de 2024, no había liderazgo femenino en 10 de los 11 ministerios del GSS, y nunca se le había otorgado a una mujer una cartera ministerial. 

#### Lista de primeros ministros
| N.º | Nombre                 | Tomó posesión del cargo | Dejó el cargo           |
| --- | ---------------------- | ----------------------- | ----------------------- |
| 1   | Mohammed al-Sheikh     | 2 de noviembre de 2017  | 18 de agosto de 2018    |
| 2   | Mohammed Jamal Shahoud | 18 de agosto de 2018    | 10 de diciembre de 2018 |
| 3   | Fawwaz Hilal           | 10 de diciembre de 2018 | 18 de noviembre de 2019 |
| 4   | Ali Abdulrahman Keda   | 18 de noviembre de 2019 | 13 de enero de 2024     |
| 5   | Mohammed al-Bashir     | 13 de enero de 2024     | 10 de diciembre de 2024 |

#### Ministerios
El GSS está formado por once ministerios,  bajo cada uno de los cuales funcionan numerosos departamentos y direcciones.  El GSS originalmente comprendía diez ministerios, y el undécimo, el Ministerio de Información, se formaría en 2023.  Cinco instituciones operan independientemente de un ministerio y reportan directamente al primer ministro. 
Los candidatos ministeriales son evaluados en función de varios criterios, entre ellos la edad y las calificaciones académicas. El proceso de nominación implica discusiones con los comités del Consejo de la Shura, las élites y los organismos comunitarios y profesionales pertinentes. 

##### Sexto gabinete (2023-2024)
| Titular                   | Oficina                            | Desde | Hasta | Ref    |
| ------------------------- | ---------------------------------- | ----- | ----- | ------ |
| Ali Keda                  | Primer ministro                    |       |       | [ 80 ] |
| Mohammed al-Bashir        | Ministerio de Desarrollo           |       |       | [ 80 ] |
| Mohamed Abdul Rahman      | Ministerio del Interior            |       |       | [ 80 ] |
| Shadi al-Waisi            | Ministerio de Justicia             |       |       | [ 80 ] |
| Hussam Haj Hussein        | Ministerio de Awqaf                |       |       | [ 80 ] |
| Saeed Adel Mando          | Ministerio de Educación Superior   |       |       | [ 80 ] |
| Nazir al-Qadri            | Ministerio de Educación            |       |       | [ 80 ] |
| Bazar Hussein Abdel Malik | Ministerio de Salud                |       |       | [ 80 ] |
| Basilio Abdul Aziz        | Ministerio de Economía             |       |       | [ 80 ] |
| Mohamed Al-Omar           | Ministerio de Información          |       |       | [ 80 ] |
| Mohamed Al-Ahmad          | Ministerio de Agricultura y Riego  |       |       | [ 80 ] |
| Mohamed Musulmán          | Ministerio de Administración Local |       |       | [ 80 ] |

##### Séptimo gabinete (2024)
| Titular                  | Oficina                            | Desde                 | Hasta                   |
| ------------------------ | ---------------------------------- | --------------------- | ----------------------- |
| Mohammed al-Bashir       | Primer ministro                    | 13 de enero de 2024   | 10 de diciembre de 2024 |
| Fadi al-Qassem           | Ministerio de Desarrollo           | 28 de febrero de 2024 | 10 de diciembre de 2024 |
| Mohammad Abdul Rahman    | Ministerio del Interior            | 28 de febrero de 2024 | 10 de diciembre de 2024 |
| Shadi al-Waisi           | Ministerio de Justicia             | 28 de febrero de 2024 | 10 de diciembre de 2024 |
| Hussam Haj Hussein       | Ministerio de Awqaf                | 28 de febrero de 2024 | 10 de diciembre de 2024 |
| Abdel Moneim Abdel Hafez | Ministerio de Educación Superior   | 28 de febrero de 2024 | 10 de diciembre de 2024 |
| Nazir al-Qadri           | Ministerio de Educación            | 28 de febrero de 2024 | 10 de diciembre de 2024 |
| Mazen Dukhan             | Ministerio de Salud                | 28 de febrero de 2024 | 10 de diciembre de 2024 |
| Basil Abdul Aziz         | Ministerio de Economía             | 28 de febrero de 2024 | 10 de diciembre de 2024 |
| Mohammad Al-Omar         | Ministerio de Información          | 28 de febrero de 2024 | 10 de diciembre de 2024 |
| Mohammad Al-Ahmad        | Ministerio de Agricultura y Riego  | 28 de febrero de 2024 | 10 de diciembre de 2024 |
| Mohamed Muslim           | Ministerio de Administración Local | 28 de febrero de 2024 | 10 de diciembre de 2024 |

### Divisiones administrativas
Los consejos municipales locales del GSS están organizados como la Administración de las Áreas Liberadas (ALA).  La ALA está dividida administrativamente en ocho regiones: Central, Norte, Sarmada, Harem, Jisr ash-Shughur, Ariha, Atme e Idlib.  

### Relaciones exteriores
Si bien ningún país reconoció al GSN como un estado soberano o un gobierno legítimo de Siria, su Departamento de Asuntos Políticos (DPA) realiza actividades diplomáticas. El 29 de noviembre de 2024, el DPA emitió una declaración en la que instaba a Rusia a poner fin a su apoyo al gobierno sirio y afirmaba que el DPA buscaba "construir relaciones positivas basadas en el respeto mutuo y los intereses comunes con todos los países del mundo, incluida Rusia". Emitió una declaración similar dirigida a Irak, en medio de rumores de que las milicias iraquíes planeaban entrar en Siria para luchar junto a las fuerzas gubernamentales. 

## Economía
Los territorios controlados por el GSS en la gobernación de Idlib eran principalmente rurales. El pobre nivel de infraestructura en la región se degradó aún más por la guerra civil, que destruyó instalaciones de producción de petróleo, centrales eléctricas y silos agrícolas. 
En un discurso pronunciado en 2022, Ahmed al-Sharaa manifestó su deseo de que la "tasa de exportaciones del GSS [sea] mayor que [su] tasa de importaciones" y de fomentar el desarrollo industrial simplificando las leyes de planificación.  El Ministerio de Industria del GSS, a través de su Departamento de Protección de Productos Locales, ha adoptado una política proteccionista de imponer aranceles a las importaciones que compiten con los bienes de producción nacional. Sin embargo, los aranceles sobre las materias primas importadas y los altos costos de la energía implican que la producción nacional no puede competir con las importaciones en la práctica.  La débil demanda interna también ha limitado el desarrollo industrial, aunque se han establecido algunas fábricas farmacéuticas. 
La moneda del GSS es la lira turca, que reemplazó oficialmente a la libra siria en junio de 2020 después de que su valor se depreciara drásticamente. El uso de la libra siria ha sido criminalizado.  La crisis de la lira turca elevó el costo de las importaciones, lo que provocó un aumento del desempleo, la inflación y los precios de las materias primas,  y afectó gravemente la actividad económica.  El GSS opera una "Agencia Monetaria General para la Gestión de Efectivo y la Protección del Consumidor" que regula los tipos de cambio, los servicios de hawala y las empresas de cambio de divisas.  También opera Sham Bank, una institución financiera que es el principal proveedor de la lira en sus territorios. 
Las sanciones impiden a la población del GSS acceder a servicios bancarios internacionales.  El acceso a la financiación generalmente se limita a subvenciones internacionales, inversiones realizadas por grupos de oposición y remesas de la diáspora siria .  Para sortear estas restricciones, tanto los grupos de oposición como los civiles han recurrido al intercambio de criptomonedas como Bitcoin y Tether . Las tiendas de criptomonedas operan en Idlib y Sarmada . HTS ha fomentado su uso, declarando que las criptomonedas cumplen con la sharia y describiendo a Bitcoin como la "Moneda de la Economía del Futuro". 
La Autoridad General del Zakat del GSS gestiona la recaudación del zakat, el impuesto islámico de limosna, de los musulmanes que viven bajo su administración. No pagar el zakat es ilegal y puede dar lugar a arresto y prisión. 

### Agricultura
La agricultura en los territorios del GSS no está mecanizada. La recolección de aceitunas es la principal fuente de empleo para los jornaleros de la provincia de Idlib y, en 2020, la agricultura fue la principal fuente de ingresos para el 36% de los hogares.  Tanto la sequía como el agotamiento de las aguas subterráneas, agravados por las perforaciones ilegales y la afluencia de desplazados internos a la región, han provocado un aumento de los costos de producción. 
El Ministerio de Agricultura del GSS gestiona los asuntos agrícolas y fomenta el cultivo de cultivos estratégicos, como el trigo y las patatas.  Mantiene laboratorios de análisis de semillas y produce semillas que se distribuyen a los agricultores.  En 2023, el Ministerio produjo y distribuyó 4.600 kilogramos de semillas de algodón a los agricultores en un intento de reiniciar el cultivo de algodón en la región, que cayó en declive después de la reducción de los subsidios gubernamentales en 2007, y aumentar el empleo femenino. 
El Ministerio de Economía impone controles de precios al trigo.  En busca de mayores ganancias, los agricultores plantan cada vez más cultivos que no se cultivan tradicionalmente en la región, como el azafrán, las fresas, los plátanos, el brócoli y las rosas de Damasco, pero estas empresas siguen siendo pequeñas y experimentales. 

### Energía
La mayor parte de la electricidad en los territorios del GSS es suministrada desde Turquía por Green Energy Company,  la franquicia local de una empresa turca del mismo nombre.  La distribución de electricidad está gestionada por la Corporación General de Electricidad del GSS. En mayo de 2021, Green Energy Company completó la construcción de subestaciones eléctricas capaces de recibir 66 kV desde Turquía.  Las líneas de transmisión conectan las subestaciones de Reyhanlı en Turquía y Harem en Idlib.  En mayo de 2023, más del 70% de las zonas bajo la administración del GSS estaban conectadas a la red eléctrica. Las áreas que no están conectadas a la red dependen de generadores diésel y paneles solares.  La Green Energy Company mantiene un monopolio efectivo sobre el suministro de electricidad y ha sido acusada por el Observatorio Sirio de Derechos Humanos de aumentar indebidamente los precios. 

## Fuerzas militares y policiales
Si bien el GSS no tiene un Ministerio de Defensa, el HTS funciona efectivamente como tal. A pesar de ello, el GSS abrió una escuela militar en diciembre de 2021, cuyo objetivo, según Ahmed al-Sharaa, es "[aumentar] la experiencia de los muyahidines en la ciencia militar y las artes marciales".  Más de 400 oficiales se graduaron de su primer curso en 2022. 
El GSS opera una fuerza policial bajo el Ministerio del Interior. En septiembre de 2023 se inauguró una academia de policía y en agosto de 2024 se graduó su primer grupo de graduados.  
En 2024, el Ministerio del Interior absorbió dos agencias de seguridad de HTS después de que un escándalo de abusos a prisioneros condujera a un movimiento de protesta,  y Ahmed al-Sharaa admitió que HTS había utilizado la tortura para extraer confesiones falsas de los prisioneros.  El Servicio de Seguridad General del HTS fue transferido al Ministerio del Interior en abril de 2024,  seguido por su Servicio de Seguridad Pública en junio. 

## Religión
HTS se ha enfrentado a la oposición interna de los yihadistas salafistas de línea dura, que consideran su visión moderada como "antiislámica".  El GSS ha institucionalizado las estructuras religiosas y ha reafirmado el papel de la madhhab shafi'i de jurisprudencia islámica, la escuela jurídica predominante seguida en Idlib, en un esfuerzo por marginar a los partidarios de la línea dura salafista-yihadista.    : 9 Los clérigos de Idlibi caracterizan las políticas del GSS respecto a las mezquitas como "altamente centralizadas y autoritarias".  El Ministerio de Awqaf tiene el poder de nombrar y destituir a los clérigos; por ejemplo, en 2020, los clérigos afiliados a Hurras al-Din, una organización afiliada a Al Qaeda, en la aldea de Arab Sa'id fueron reemplazados por leales. Los "oficiales de la mezquita" designados por el Ministerio de Awqaf supervisan las actividades de la mezquita. Los predicadores leales al GSS pueden ser sustituidos por khatibs independientes durante acontecimientos políticamente sensibles, como episodios de luchas internas entre rebeldes; aquellos que se nieguen a ser sustituidos corren el riesgo de ser despedidos. 
Aunque el HTS es salafista en cuanto a la aqidah, el GSS se ha abstenido de imponer una corriente particular del Islam sunita a la población y a los ulemas locales predominantemente sufíes .   Permite que funcionen institutos religiosos tradicionales políticamente neutrales que enseñan la escuela competidora Ash'ari de aqidah,  incluidos los dirigidos por la Hermandad Musulmana y Tablighi Jamaat .  Poco a poco se ha ido dando cabida a una mayor diversidad de opiniones religiosas entre los predicadores, una evolución impulsada en parte por la falta de mano de obra. 
La oposición pública detuvo los primeros intentos de imponer leyes religiosas, como la obligación de que las mujeres viajen con un mahram .  Las escuelas están segregadas por género, pero no se impide la mezcla de géneros en restaurantes y centros comerciales.  El GSS alienta a las mujeres a "vestirse modestamente" y usar el hijab,   : 38–39 pero no las obliga a usar el niqab .  Los castigos hudud de la sharia, como la lapidación y la flagelación, no se imponen.   En 2020, Ahmed al-Sharaa dijo a los combatientes del HTS que "algunas personas limitan la cuestión de la implementación de la regla de la sharia a simplemente imponer algunos de los castigos hudoud, cortar manos, apedrear a quien sea, azotar a alguien que beba alcohol [...] pero esta es una parte muy básica del concepto muy grande de implementar la regla de la sharia ".  : 27 
En diciembre de 2024, el Departamento de Asuntos Políticos del GSS emitió un comunicado dirigido a los alauitas de Siria, afirmando que el gobierno de Assad había explotado la secta para su supervivencia y, en consecuencia, había causado "profundas heridas sociales". Afirmó además que "la revolución siria es un llamado a la libertad, la dignidad y la justicia para todos bajo el techo de Siria", y que si bien puede ser "desafiante", "individuos sabios" de la secta alauita podrían conducirla hacia un "futuro justo e inclusivo". 

## Educación
El Ministerio de Educación del GSS supervisa el sistema de educación formal en Idlib, con más de 550.000 estudiantes, 1.800 escuelas y 12 universidades en 2022. Entre ellas se incluyen aproximadamente 950 escuelas operadas directamente por el Ministerio y que emplean a casi 12.500 personas, además del sistema de educación privada autorizado por el GSS. El plan de estudios es una continuación del programa sirio anterior a 2011 desarrollado en colaboración con UNICEF, con excepción de los textos relacionados con el régimen de Assad o considerados contradictorios con la Sharia según las directrices de su Ministerio de Educación. Las instituciones educativas siguen normas de segregación por género .  
La educación se ha visto gravemente afectada por los ataques aéreos a las instalaciones educativas y la falta de financiación.  En 2022, Ahmed al-Sharaa afirmó que 200.000 personas en los territorios del GSS habían abandonado la escuela, advirtiendo que esto podría conducir al "analfabetismo que conduce a la ignorancia, que es un precursor del crimen, el desempleo, la mendicidad y muchas otras cosas". 
En septiembre de 2024, los Cascos Blancos informaron que 170 escuelas habían sido bombardeadas desde 2019. En octubre de 2023, la Oficina de las Naciones Unidas para la Coordinación de Asuntos Humanitarios (OCHA) estimó que al menos 1 millón de los 2,2 millones de niños en edad escolar de la región no asistían a la educación. En 2024, la OCHA afirmó que la disminución de la financiación internacional había privado de recursos a 700 escuelas, lo que afectó a 110.000 estudiantes y 6.500 profesores. 